# Reinier Welschen

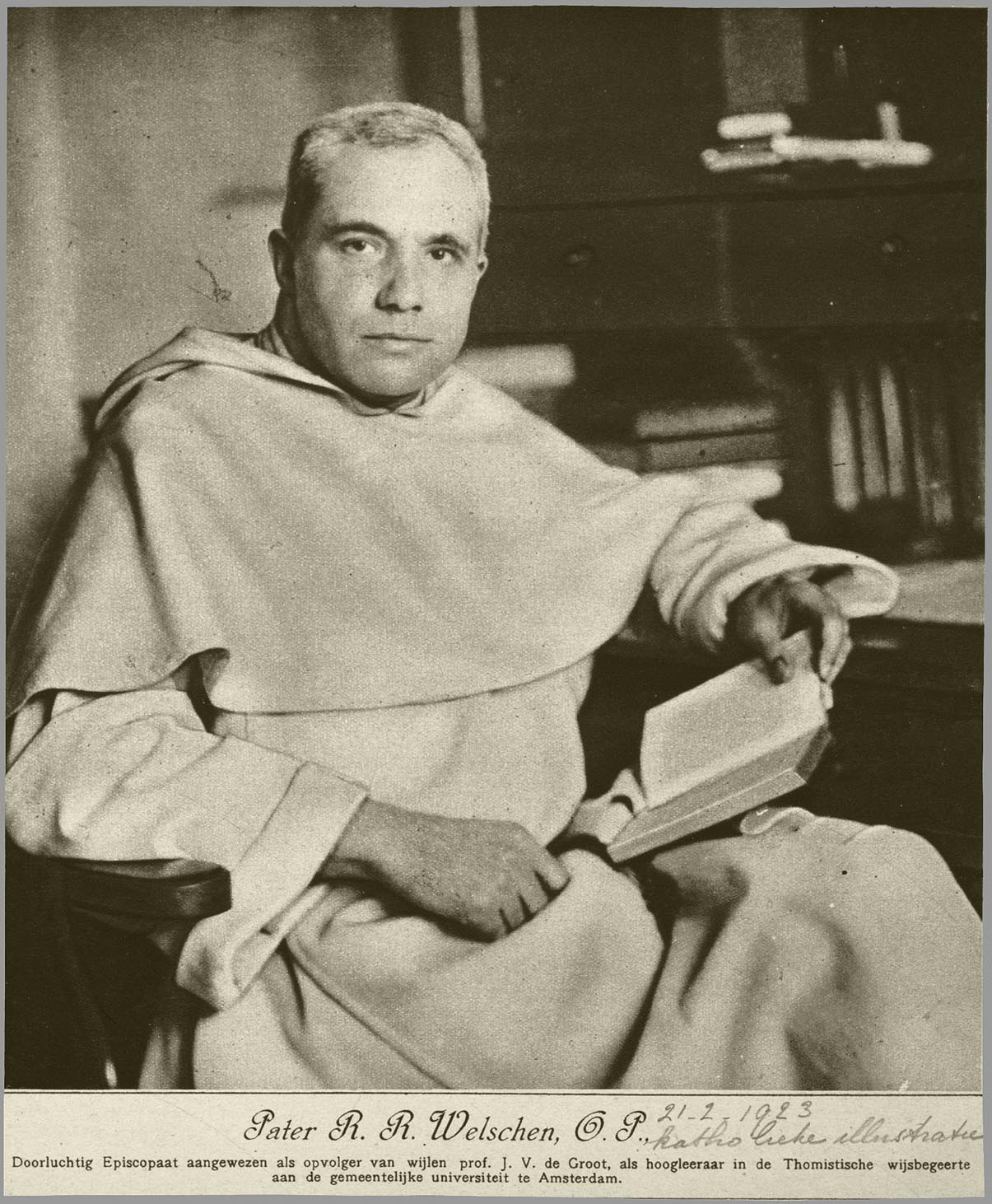

Reinier Welschen O.P., in combinatie met zijn kloosternaam bekend als Reinier Rosarius Welschen (Rotterdam, 7 juli 1877 – Amsterdam, 13 maart 1941), was als lid van de Dominicaner orde (Orde der Predikheren) een Nederlands beoefenaar van de thomistische wijsbegeerte in de periode van het neothomisme. Als opvolger van professor J.V. de Groot O.P. was hij sedert 1923 aan de Universiteit van Amsterdam kerkelijk hoogleraar (namens het Episcopaat der R.K. Kerk) in de wijsbegeerte van Thomas Aquinas; vanaf 1925 was hij te Leiden tevens bijzonder hoogleraar in de thomistische wijsbegeerte (namens de Radboudstichting).

## Kerkelijke leerstoel te Amsterdam

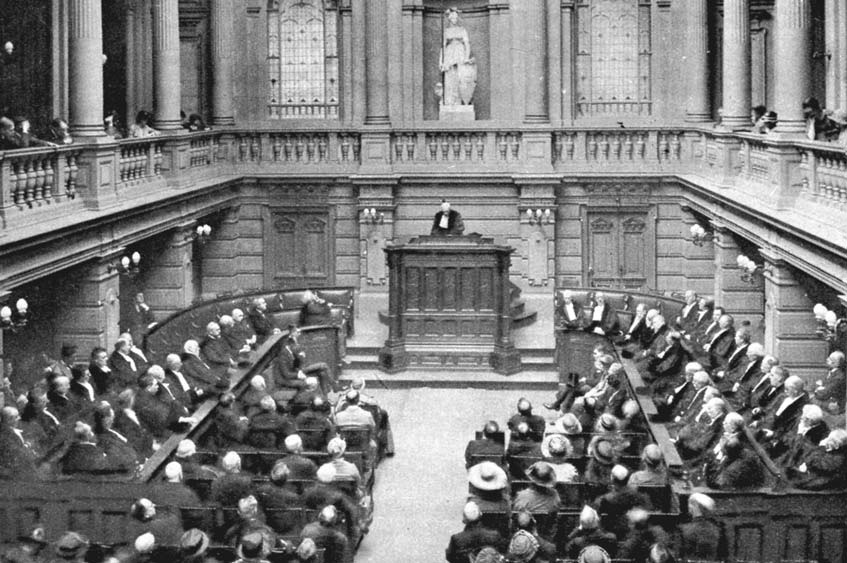
Ambtsaanvaarding te Amsterdam op 7 mei 1923

De aanwezigheid van een kerkelijke leerstoel in Amsterdam sinds 1894 maakte de Gemeentelijke Universiteit aantrekkelijker voor katholieke studenten. Een voordeel voor deze studenten daarbij was, dat zij voor deze colleges geen collegegeld hoefden te betalen, omdat de leerstoel niet door de gemeente Amsterdam bekostigd hoefde te worden. De benoemingen op deze positie aan de theologische faculteit golden voor het leven, zoals ook het geval was bij de ermee vergelijkbare, bijzondere Radboud-leerstoelen aan andere universiteiten. Evenals De Groot dat was geweest van 1894 tot 1922, was in decennia tussen de twee wereldoorlogen zijn opvolger Welschen een prominente exponent van het neothomisme, temeer omdat hij ook nog aan de Leidse universiteit doceerde.  Hij vervulde in Amsterdam bovendien de functie van katholiek studentenmoderator. Daardoor nam hij in deze periode een centrale plaats in zowel bij de binding van katholieke studenten aan twee randstedelijke universiteiten met hun levensbeschouwing, als bij de verbinding van het katholieke geestesleven met het hoger onderwijs en de universitaire vorming, en daarmee ook met de hogere maatschappelijke emancipatie van het katholieke volksdeel. Het proces van verticale maatschappelijke differentiatie, bekend geworden onder de naam verzuiling, kreeg in deze periode een grote uitbouw. Het werd door vele instituties en talloze, vaak naamloos gebleven personen gedragen. In maatschappelijke sleutelposities en op de hogere levensterreinen laten zich echter individuele bijdragen aanwijzen, zoals die van De Groot en Welschen.

## Opleiding van en geloofsverkondiging door Dominicanen in Nederland

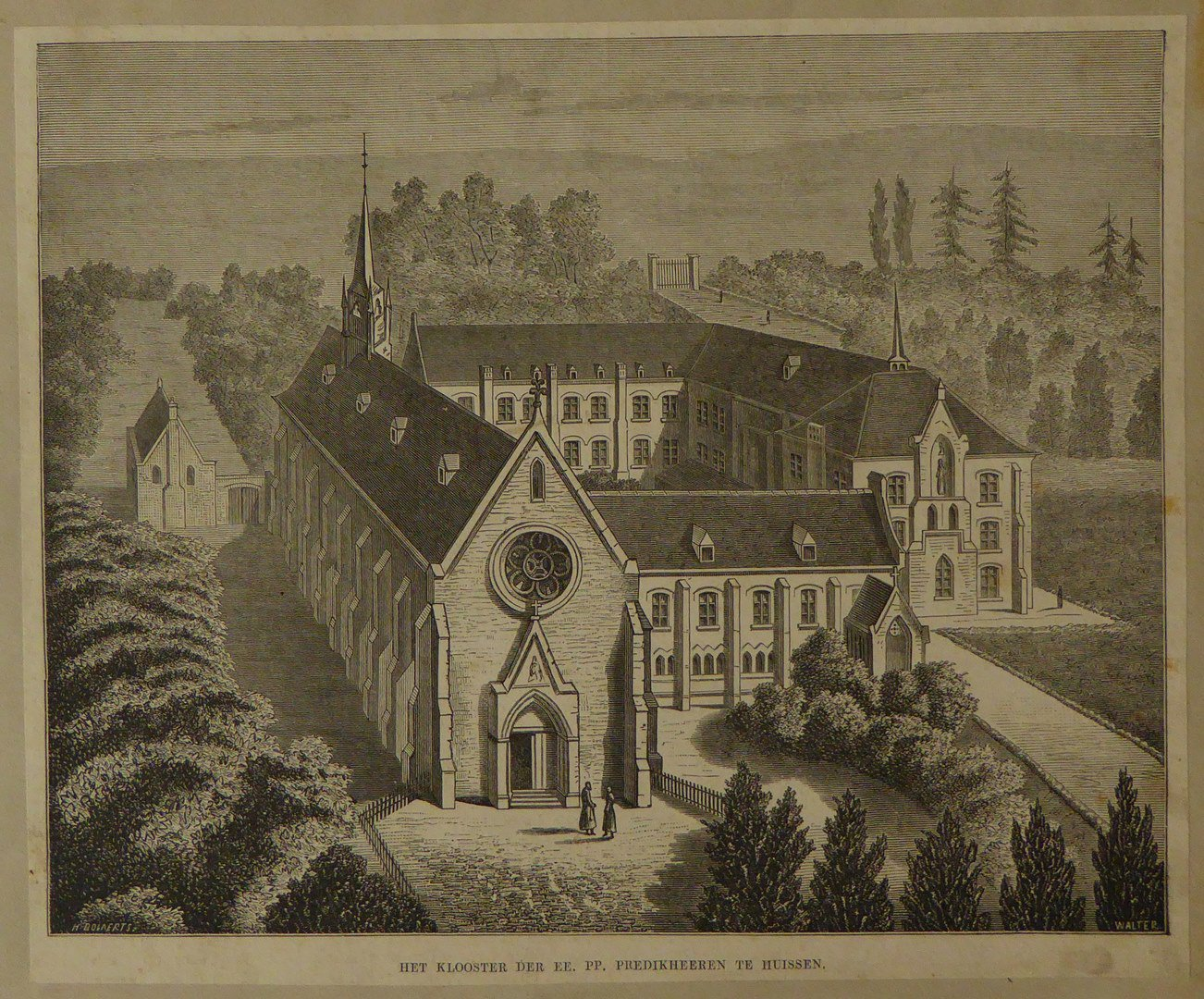
Het Dominicanenklooster te Huissen

Na de opheffing van het verbod om kloosters te stichten kochten de dominicanen in 1858 een landhuis in Huissen. Dit huis werd weldra vergroot tot een klooster, waarin het noviciaat en de theologische opleiding werden ondergebracht. Het betrof de kerkelijke wetenschappen filosofie en theologie en alles wat voor de pastoraal nodig werd geacht, in een wat later stadium met nadruk op de bijbelexegese. Uit het gevormde docentenkorps kwamen ten slotte ook hoogleraren en docenten aan universiteiten voort. 
In 1901 werd te Zwolle een groot klooster in gebruik genomen waar een driejarige filosofiecursus startte. Het peil van de opleiding steeg en zo kwamen er ook hoogleraren en docenten aan universiteiten te werken. In 1932 werd het Albertinum in Nijmegen geopend voor de studie theologie.
De dominicanen vestigden zich ook nog in Neerbosch, Langenboom en Rijckholt. Het aantal parochies dat door dominicanen bediend werd, breidde zich uit tot een twintigtal. In 1868 nam de Nederlandse provincie de taak op zich om de missie te verzorgen op de Nederlandse Antillen, in 1904 op Puerto Rico en in 1932 in Zuid-Afrika.
Pater Welschen verwierf in 1907 het doctoraat in de filosofie aan de Universitas Pontificia te Huissen met de thesis De spiritualitate animae humanae. Na zijn opleiding te Huissen studeerde hij aan het filosofisch instituut te Zwolle, waar hij nadien tot aan zijn  benoeming te Amsterdam ook doceerde.

## Biografische bijzonderheden
Prof. dr. Welschen O.P. was afkomstig uit een zeer vroom Rotterdams gezin. Ook twee broers van hem traden in het begin van de twintigste eeuw in bij de dominicaner orde en bereikten daarin eveneens functies van aanzien. Reinier was van hen wel de meest begaafde. Hij wordt door Struyker Boudier getypeerd als: ‘een beschaafd en verfijnd mens, vooral psychologisch georiënteerd’, en op wijsgerig gebied als ‘een selfmade man’. Hij heeft in deze functies buiten zijn inaugurele redes weinig publicaties nagelaten. Zijn betekenis was vooral gelegen in zijn aandeel bij de vorming van de katholieke intelligentsia in de jaren twintig en dertig van de twintigste eeuw. Zoals Ferdinand Sassen oordeelde: "Zijn [De Groots] opvolger W. aanvaardde een moeilijke taak, maar vond in het bewustzijn van die moeilijkheid de kracht om zich geheel aan het onderwijs te wijden."
Reinier Welschen was een neef van de architect Frans Welschen en een oudoom van de politicus-bestuurder Rein Welschen.

## Opvolging
Als opvolger van Welschen te Amsterdam werd in 1942 Caspar Friethoff O.P. benoemd, die echter door de oorlogsomstandigheden pas in 1945 het ambt kon aanvaarden. Hij zou van mindere wetenschappelijke statuur blijken dan zijn voorgangers.